# OX Водолея
OX Водолея (лат. OX Aquarii) — одиночная переменная звезда в созвездии Водолея на расстоянии (вычисленном из значения параллакса) приблизительно 25166 световых лет (около 7716 парсеков) от Солнца. Видимая звёздная величина звезды — от +13m до +12m.

## Характеристики
OX Водолея — белая пульсирующая переменная звезда типа RR Лиры (RRAB) спектрального класса F-A. Эффективная температура — около 7847 К.